# Philonotis pungens
Philonotis pungens är en bladmossart som beskrevs av Mitten 1888. Philonotis pungens ingår i släktet källmossor, och familjen Bartramiaceae. Inga underarter finns listade i Catalogue of Life.